# إبراهيم فرحي بن حليمة
إبراهيم فرحي بن حليمة هو لاعب كرة قدم جزائري، ولد في 1997 في سعيدة في الجزائر.

## وصلات خارجية
- إبراهيم فرحي بن حليمة على موقع قاعدة بيانات كرة القدم.إي يو (الإنجليزية)
- إبراهيم فرحي بن حليمة على موقع Soccerway.com (الإنجليزية)